# Билибино (метеорит)
Билибино — один из крупнейших в мире железных метеоритов массой около тонны, обнаруженный в 1981 году на территории Чукотского автономного округа.

## История
Найден 20 июня 1981 года бульдозеристами В. Д. Антроповым и А. П. Гриценко при промывке песков россыпного золота на прииске «Дальний» в долине ручья Шалун недалеко от посёлка Билибино. В вечной мерзлоте на глубине 13 метров они наткнулись на оплавленную глыбу, глубоко вонзившуюся в земную толщу. Находка была отправлена в геологический музей Северо-Восточного комплексного научно-исследовательского института.

## Характеристика
Установлено, что земной возраст метеорита (промежуток времени, прошедший с момента падения на Землю до наших дней) составляет от 3 до 6 тысяч лет.
Состав:
Fe — 94,1 %, Ni — 5,4 %, Co — 0,5 %.